# باكو اكايي
اسم العائلة هو «اكايي».
كان الروائي الياباني - باكو اكايي من 22 أبريل 1933ال 8 يونيو 2012 , روائي ياباني ,ولد في شيمونوسيكي، ياماغوتشي.
روايته اويديبوسو نو يابا ، عقدة السيف النفسية, فاز بجائزة الرواية كادوكاوا 1 في عام 1974. 
في عام 1984، رواياته كيكيو (الضيق) وياكومو جا كوروشتا (مقتل ياكومو) فازت بجائزة ايزومي كيوكا للآداب.